# Seltz
Seltz település Franciaországban, Bas-Rhin megyében. Lakosainak száma 3168 fő (2022. január 1.). Seltz Beinheim, Kesseldorf, Munchhausen, Niederrœdern, Schaffhouse-près-Seltz és Wintzenbach községekkel határos.

## Népesség
A település népessége az elmúlt években az alábbi módon változott:
| Lakosok száma | 3311 | 3378 | 3344 | 3235 | 3163 | 3162 | 3150 | 3135 | 3168 |
|               | 2013 | 2015 | 2016 | 2017 | 2018 | 2019 | 2020 | 2021 | 2022 |